# Thecocarcelia vibrissata
Thecocarcelia vibrissata là một loài ruồi trong họ Tachinidae.